# Herman Hubert van Lier
Herman Hubert van Lier (Kaap de Goede Hoop, 12 augustus 1792 - Assen, 8 maart 1863) was een Nederlandse jurist, notaris en burgemeester.

## Leven en werk
Van Lier was een zoon van de predikant Helperich Ritsema van Lier en Maria Johanna van der Riet. Hij studeerde rechten en werd na zijn studie griffier van het vredegerecht te Assen. In 1832 werd hij benoemd tot burgemeester van Norg een functie die hij combineerde met die van notaris. In 1842 werd hij benoemd tot notaris in Assen.
Van Lier trouwde op 13 september 1826 in Assen met de in Harlingen geboren Margaretha Westra. Uit dit huwelijk werden drie zoons geboren. Hun jongste zoon overleed nog geen twee maanden oud en vlak daarna ook zijn vrouw. Zijn oudste zoon werd reeds op jonge leeftijd opgenomen in een inrichting in Zutphen, waar hij zijn gehele leven zou verblijven.

## Overcingel
In 1823 erfde Van Lier, na het overlijden van zijn oom Joannes Henricus Petrus van Lier, samen met zijn broer Johannes Henricus Petrus het landgoed Overcingel in Assen. Na het overlijden van zijn broer in 1824 kreeg Van Lier het landgoed toebedeeld. Van Lier bewoonde het landgoed Overcingel tot zijn overlijden in 1863. In 1823 werd er een park in landschapsstijl aangelegd. In 1860 werd een heuvel in het park aangelegd, waarop een koepel werd gebouwd. In deze koepel bevindt zich een borstbeeld van zijn zoon Hendrik, die het landgoed van zijn vader erfde. Deze zoon Hendrik volgde zijn vader op als notaris te Assen. Hij was statenlid in Drenthe en lid van de Eerste Kamer.